# Vulcain (entreprise)
Pour les articles homonymes, voir Vulcain.
 (août 2023).
- Si vous ne connaissez pas le sujet, laissez ce bandeau (vous pouvez alors contacter les auteurs).
- Si vous supprimez le contenu mis en cause (vous pouvez préalablement contacter les auteurs),

argumentez précisément cette suppression dans la page de discussion
(un manque de référence n'est pas un argument ; une recherche réelle de référence doit avoir été effectuée, être formellement documentée).
Vulcain est une entreprise d'horlogerie de luxe fondée en 1858 et implantée à La Chaux-de-Fonds, en Suisse.

## Historique
La société a été fondée en 1858 à La Chaux-de-Fonds, par les frères Ditisheim, Maurice, Gaspard et Aron. Les Ditisheim étaient l'une des nombreuses familles juives impliquées dans l'innovation et la modernisation de l'industrie horlogère,. En l'espace de 20 à 30 ans, l'entreprise est passée d'un petit atelier à une marque prospère et réputée. Comme les frères étaient également impliqués dans des branches étrangères de l'industrie, ils avaient l'avantage de disposer d'un réseau international de contacts. En 1886, Maurice rachète l'entreprise à ses frères,.
En 1889, à l’exposition universelle de Paris, le jury décerne un diplôme de médaille de bronze à M. Ditisheim, pour sa montre à complication « La vallée de l’Arve », pièce en or avec décor émaillé qui abrite une grande et petite sonnerie astronomique, une répétition minutes et un calendrier perpétuel.
En 1894, des montres sont proposées pour la première fois sous la marque Vulcain, la société étant désormais dirigée par le fils de Maurice Ditisheim, Ernest-Albert Ditisheim. En 1900, Ditisheim dépose le nom " Vulcain " comme marque pour ses montres de poche, du nom du dieu romain du feu.
En 1929, la marque obtient le grand prix d'horlogerie de l’exposition universelle de Barcelone.
Jusqu'en 1939, Vulcain se focalise sur la production de montres gousset ou de montres de poche. Sa production est notamment appréciée, en raison de la précision des modèles, par le monde militaire.

### La montre avec fonction Alarme
Dans les années 1940, Vulcain invente l' idée d'une montre mécanique avec une fonction " alarme ". Ce fut d'ailleurs une reprise des attentes d'autres fabricants de montres au cours du début du XIXe siècle mais de tels projets avaient été des échecs.
En 1942, Vulcain commence la production d'un prototype de montre mécanique avec une fonction alarme, qui sera plus tard appelé mouvement 120. Le calibre 120 pouvait sonner pendant environ 20 secondes, quand le mécanisme était pleinement remonté et grâce à l'invention du système de deux barillets séparés. Ce système produit l'énergie nécessaire et permet le remontage générant l'énergie nécessaire pour ce modèle : l'un des barillets sert pour la montre, au niveau des heures et minutes, l'autre sert pour la fonction alarme. Ainsi, on était sûr que la montre pouvait sonner de façon significative longtemps (environ 20 secondes).
Les travaux de développement de ce système horloger spécifique, mené de concert avec le physicien français Paul Langevin, prirent environ 5 ans et Vulcain déposa alors son brevet de deux barillets afin de garantir ses droits, notamment en matière du procédé relatif à l'alarme et au son produit. Le son produit pour l'alarme ressemble au son de celui d'un criquet, d'où le nom déposé en anglais de " Cricket " pour ce modèle.
Le modèle "Cricket", déposé en 1947, est dérivé du mouvement/calibre 120, qui avait 17 rubis et qui possédait une autonomie d'environ deux jours, avec 18 000 oscillations par heure. Vulcain présente alors la première montre-bracelet possédant un réveil véritablement fonctionnel, d'une durée de vingt secondes environ.

### L'évolution depuis les années 1960
En 1961, la Manufacture Vulcain s'associe à trois autres marques : Buser, Phenix et Revue au sein du nouveau groupe MSR (Manufacture d'horlogerie Suisse Réunie) pour faire face à la concurrence des autres fabricants suisses et étrangers.
En 1980, la famille Straumann (propriétaire de la société Revue) acquiert la majorité des actions du groupe MSR.
Dès 1986, MSR décidera de se concentrer sur une seule marque, abandonnant la marque Vulcain au cadran spécifique qui n'est plus fabriquée et qui n'est plus diffusée.
En 2001, la marque Vulcain est sortie du groupe MSR et les droits de la société, notamment ceux résultant de la création des montres du modèle Cricket, sont achetés par une autre société - P.M.H. - qui reprend l'intitulé Manufacture des Montres Vulcain SA. Le siège qui était alors la Chaux de Fond passe alors au sein de la commune de Le Locle.
En 2005 est présenté par Vulcain à la Foire internationale d'horlogerie de Bâle le modèle Imperial Gong, qui est une première mondiale d'une montre avec tourbillon et fonction réveil à timbre catédral.
En 2009, Vulcain présente le modèle V-21, automatique, avec la complication qu'est la fonction réveil.
En décembre 2009, Vulcain est vendue à la société Excellence Holding AG de Rapperswil, qui est une des sociétés du groupe Centrum Prata.
En 2010, Vulcain, à l'occasion des 53 ans de la montre " Cricket " notamment offerte par le gouvernement helvétique aux Présidents des États-Unis présente des modèles avec les mêmes fonctions, mais avec un design contemporain, en version " montre automatique ". Les versions à remontage manuel sont toutefois toujours fabriquées par la société, pour les adeptes peu nombreux de ce genre de montres, dont le prix est aussi plus élevé que celui des modèles automatiques.
La production annuelle des montres Vulcain est estimée entre 3000 et 4000 modèles.
En 2021, l'entrepreneur français Guillaume Laidet relance la maison et procède à la création de nouveaux modèles, comme un chronographe mono poussoir qui devrait permettre d’étoffer les collections et de toucher un public plus large encore.
Selon les indications mentionnées sur le site " Linked' in" , la société aurait un effectif de quatorze personnes en 2024. 

## Calibres
- Calibre 120 cricket : créé en 1947, ce calibre mécanique est doté de deux barillets, le premier pour le mouvement et le second pour le réveil, remontés à l'aide d'une seule couronne.
- Calibre 401 cricket : créé en 1958, ce calibre mécanique est doté d'un seul barillet pour le mouvement et le réveil. La durée du réveil est limitée à 15 secondes pour ne pas détendre entièrement le ressort de barillet. Il comporte une date à 3h et une petite seconde à 6h.
- Calibre 406 cricket ou « Golden Voice » : créé en 1958, ce calibre a été conçu pour les montres-réveil pour dame. L'or a été choisi lors de la conception de ce calibre, ce qui lui a valu son surnom. Il comporte une seconde centrale.
- Calibre V-10 cricket : calibre mécanique à double barillet
- Calibre V-11 cricket : calibre V-10 avec disque de quantième simple
- Calibre V-13 cricket : calibre V-10 avec une finition soignée Côtes de Genève
- Calibre V-16 cricket : calibre V-10 avec une finition anthracite et disque de quantième simple
- Calibre V-18 cricket : calibre V-10 avec une finition anthracite
- Calibre V-21 cricket : calibre mécanique à double barillet à remontage automatique et disque de quantième simple
- Calibre V-22 cricket : calibre V-21 avec une finition anthracite
- Calibre V-28 cricket : calibre mécanique à double barillet à remontage automatique et finition anthracite
- Calibre V-56 : calibre basé sur un calibre Soprod A10
- Calibre V-57 : calibre basé sur un calibre Valjoux 7753 modifié mono-poussoir